# Dopo la caduta (film)
Dopo la caduta (Zoom at the Top) è un film del 1962 scritto e diretto da Chuck Jones e co-diretto da Maurice Noble. È un cortometraggio d'animazione della serie Merrie Melodies, uscito negli Stati Uniti d'America il 30 giugno 1962. Ha come protagonisti Willy il Coyote e Beep Beep.

## Trama
Beep Beep (Scomparsus velocissimus) sfreccia verso l'estremità di un dirupo e osserva Willy (Presuntuosus vulgaris) che prende la rincorsa dal lato opposto del precipizio per saltarlo, ma indietreggiando arriva su un altro dirupo la cui estremità si rompe. Nonostante vari tentativi per evitarlo, Willy precipita in fondo al burrone e il pezzo di roccia gli cade sulla testa schiacciandolo. Più tardi Willy, tornato alla normalità, insegue nuovamente Beep Beep finché quest'ultimo non si ferma a testa in giù sotto la cima di un arco naturale, mentre Willy non riesce a restare appeso alla roccia e cade sulla strada sottostante. Dopo essersi chiesto come abbia fatto Beep Beep a sfidare la gravità, Willy prova a catturare o uccidere l'uccello nei seguenti modi:
- prepara una trappola per orsi in mezzo alla strada, posiziona una ciotola di semi per uccelli sulla base e si nasconde dietro a una roccia. Beep Beep mangia il becchime e salta sulla trappola senza che essa scatti. Confuso, Willy entra nella trappola e vi applica una goccia d'olio, il che la fa scattare su di lui;
- tenta di inseguire Beep Beep con un jetmobile, ma il fuoco del motore brucia la trave di supporto provocando il collasso dell'intero apparato;
- decide di utilizzare una macchina per ghiaccioli istantanei per congelare Beep Beep, ma la macchina si attiva su di lui mentre sta aspettando l'arrivo dell'uccello. Willy cerca di scongelarsi con una lente d'ingrandimento, ma finisce per sciogliersi completamente in una pozzanghera;
- cosparge di colla un boomerang e lo lancia a Beep Beep, ma la colla gli cade sulla mano attaccandolo al boomerang, il quale lo porta con sé in aria. Willy tenta invano di staccarsi dal boomerang, finendo con entrambe le mani attaccate alla testa e il boomerang incollato al sedere. L'oggetto quindi attutisce il colpo quando Willy cade da un precipizio, e successivamente il coyote di allontana ancora nelle stesse condizioni.

## Distribuzione

### Edizioni home video

#### VHS
Italia
- Wile E. Coyote & Road Runner n. 3 (ottobre 1991)